# Bahnhof Berlin Zoologischer Garten
Bahnhof Berlin Zoologischer Garten, i dagligt tal Bahnhof Zoo, öppnades 1882 som en del av Berlins stadsbana. Under Berlins tid som delad stad var Bahnhof Zoo Västberlins viktigaste trafikknutpunkt. Från Hardenbergplatz i direkt anslutning till järnvägsstationen går linjer för U-Bahn, S-Bahn och Berlins stadsbana (Berliner Stadtbahn). Namnet kommer av det närbelägna Zoologischer Garten, en av Tysklands största djurparker.
På Hardenbergplatz befinner sig därtill Berlins största bussterminal som enbart trafikeras av Berlins lokaltrafik. Berlins bussterminal för regional- och fjärrtrafik ligger på Messedamm vid Funkturm.

## Bakgrund
Ursprungligen öppnades stationen i februari 1882 för stadsbanan. 1902 öppnades en underjordisk del av järnvägsstationen som idag trafikeras av tunnelbanans linje U2. Det var Berlins första tunnelbanelinje som togs i bruk. 1934 och 1940 följde ombyggnationer och bland annat byggdes fler spår. I augusti 1961 öppnades ytterligare en tunnelbanelinje som idag är linje U9.
Bahnhof Zoo har flera plattformar för regionaltåg och pendeltåg. Bahnnhof Zoo var västra Berlins viktigaste järnvägsstation. I och med färdigställandet av Berlin Hauptbahnhof kom dock all fjärrtrafik att flyttas dit. 
Under 1970- och 1980-talen blev Jebensstraße på baksidan av Bahnhof Zoo en träffpunkt för drogmissbrukare och prostitution. Boken Gänget i tunnelbanan / Christiane F. av Christiane F. (även filmatiserad som Vi barn från Bahnhof Zoo) visade vardagen vid Bahnhof Zoo. Tillståndet på Bahnhof Zoo gjorde att Berlin från slutet av 1980-talet agerade och genom kraftiga polisinsatser fick stopp på stora delar av problemet.
1991 inspirerades rockbandet U2 av stationen när de skrev Zoo Station till albumet Achtung Baby.
2011 gjorde Rosa von Praunheim dokumentären Die Jungs vom Bahnhof Zoo om den manliga prostitutionen som pågått vid stationen från 1960-talet och framåt.

## Bilder

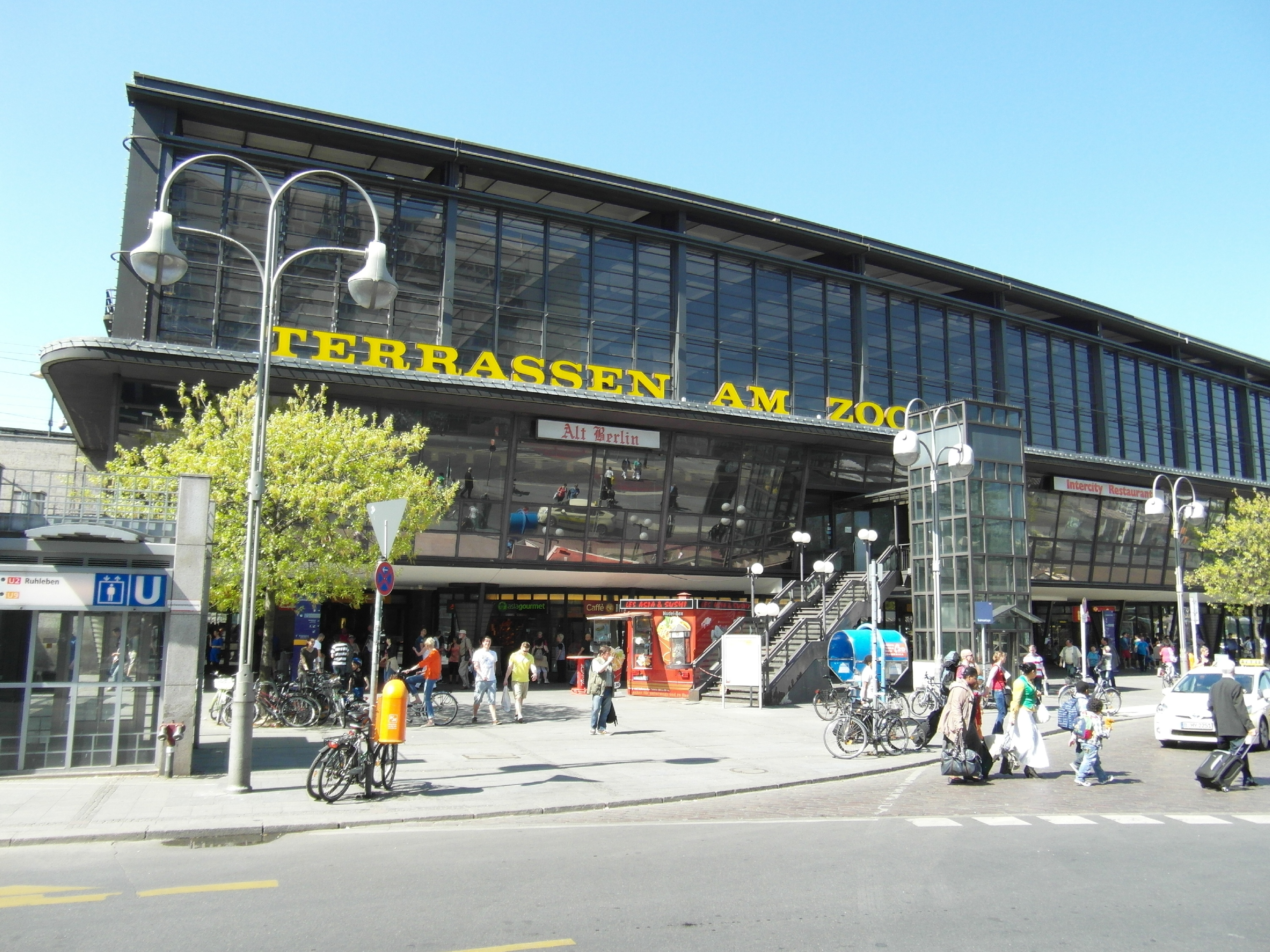
Bahnhof Zoologischer Garten
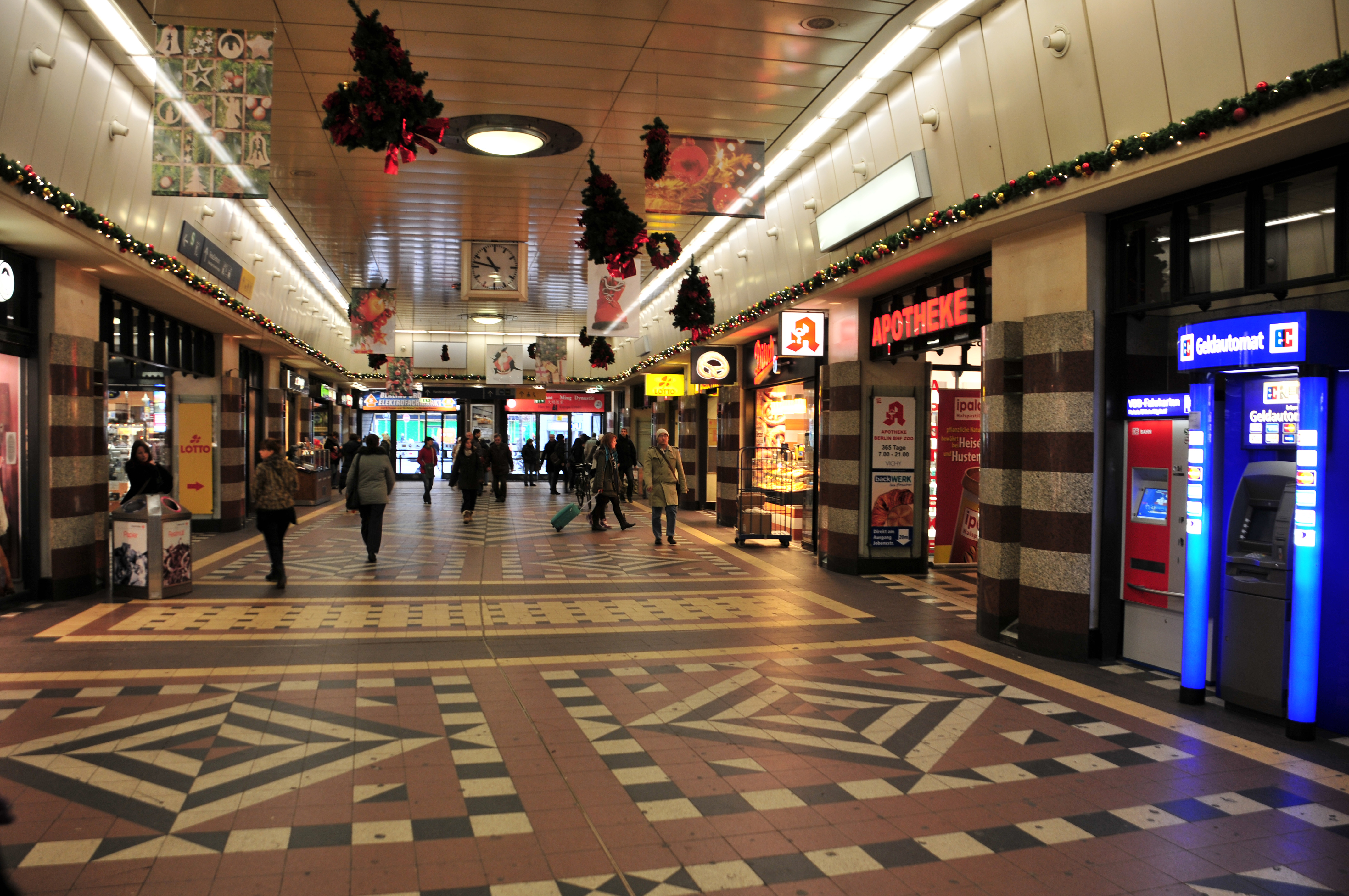
Butiksplan
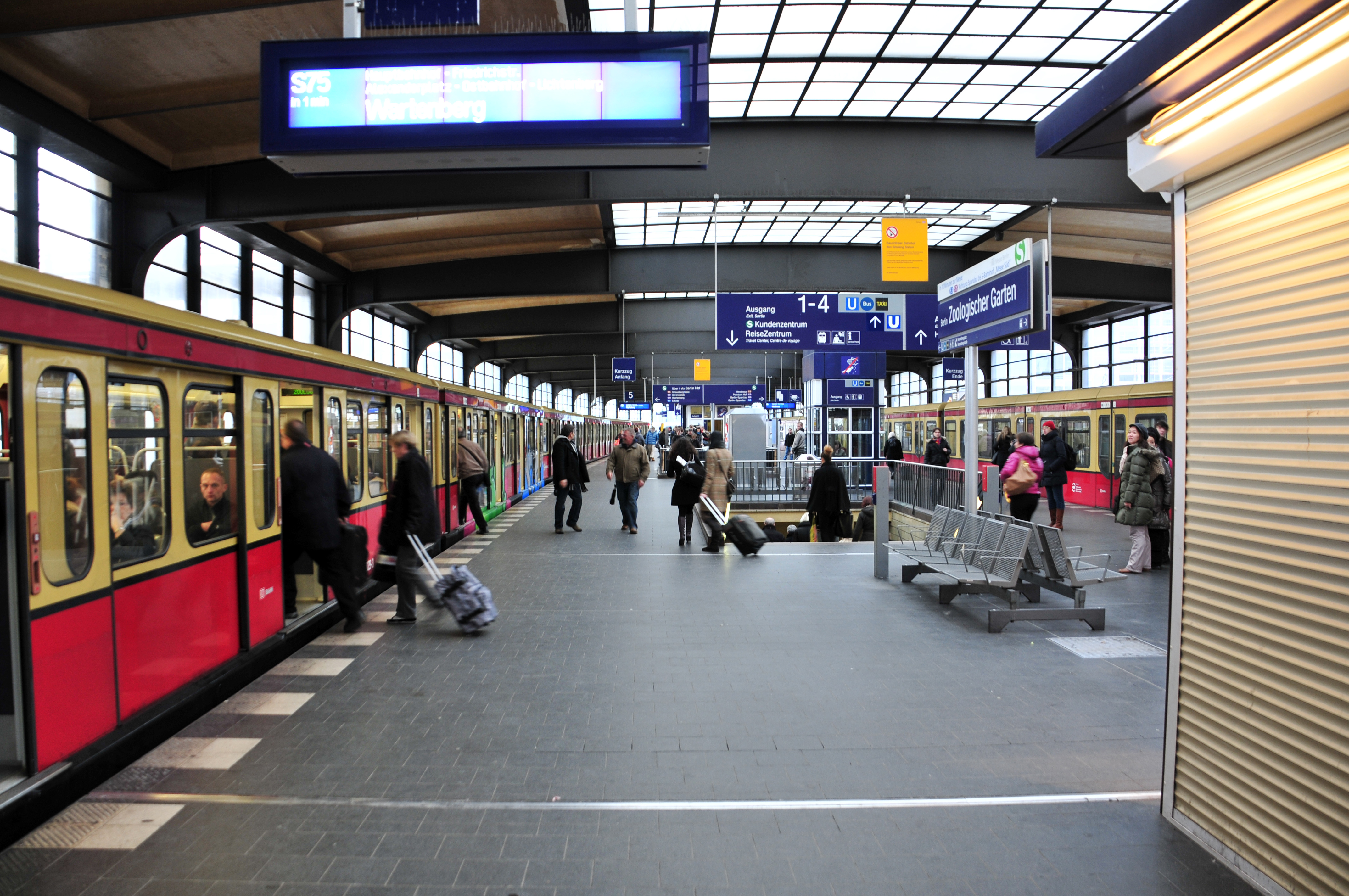
S-bahnhallen
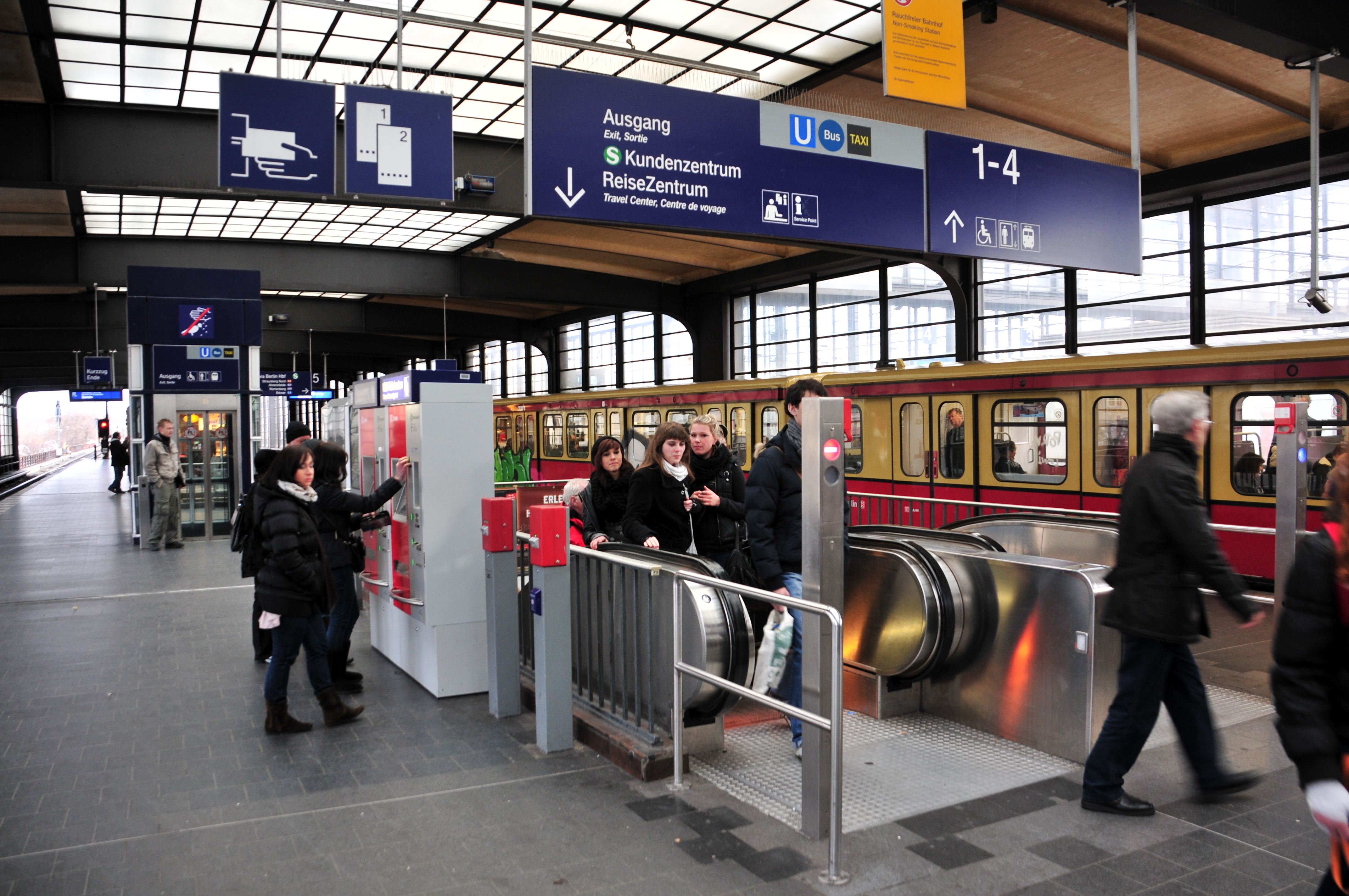
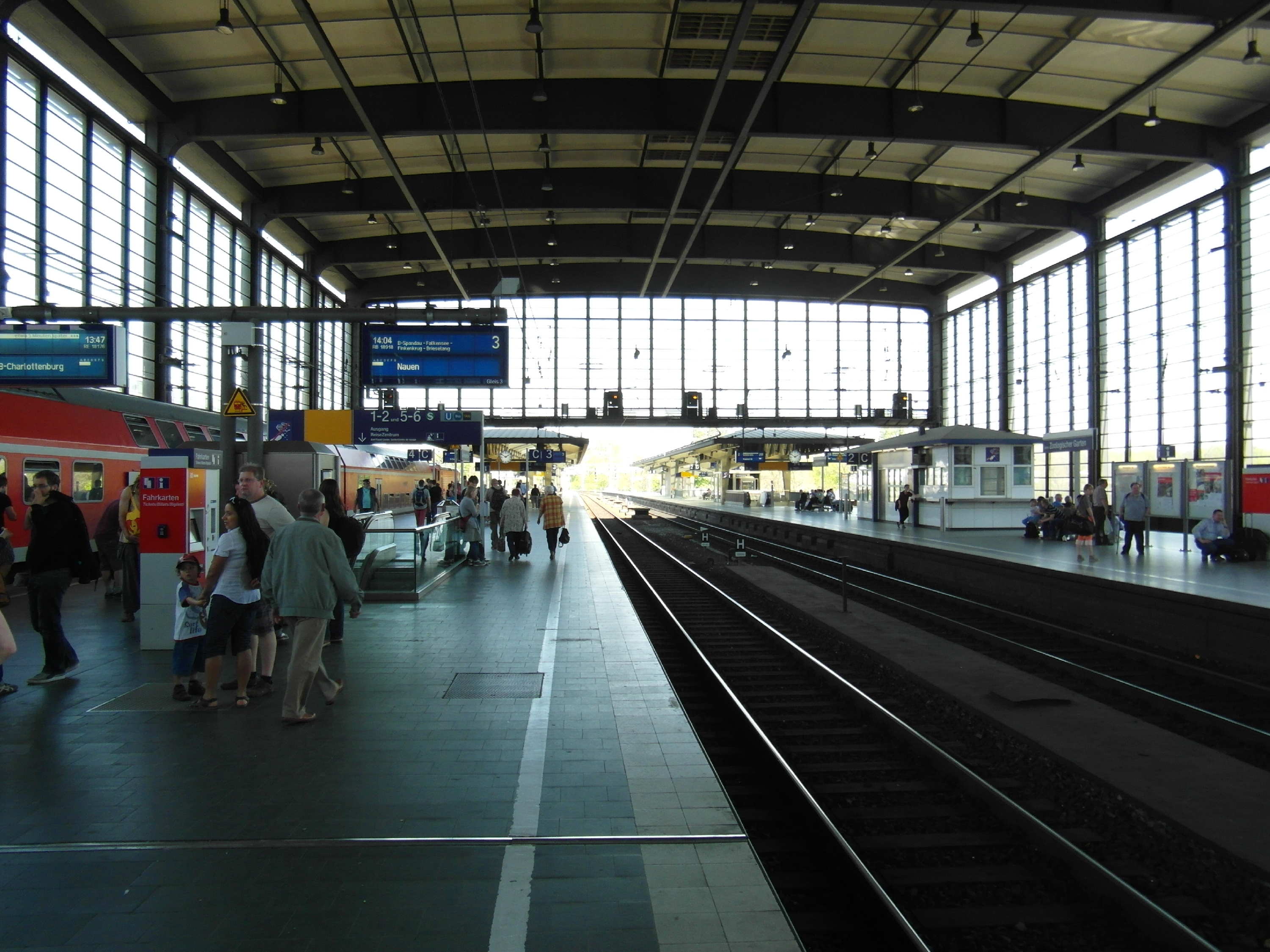
Regionaltågshallen
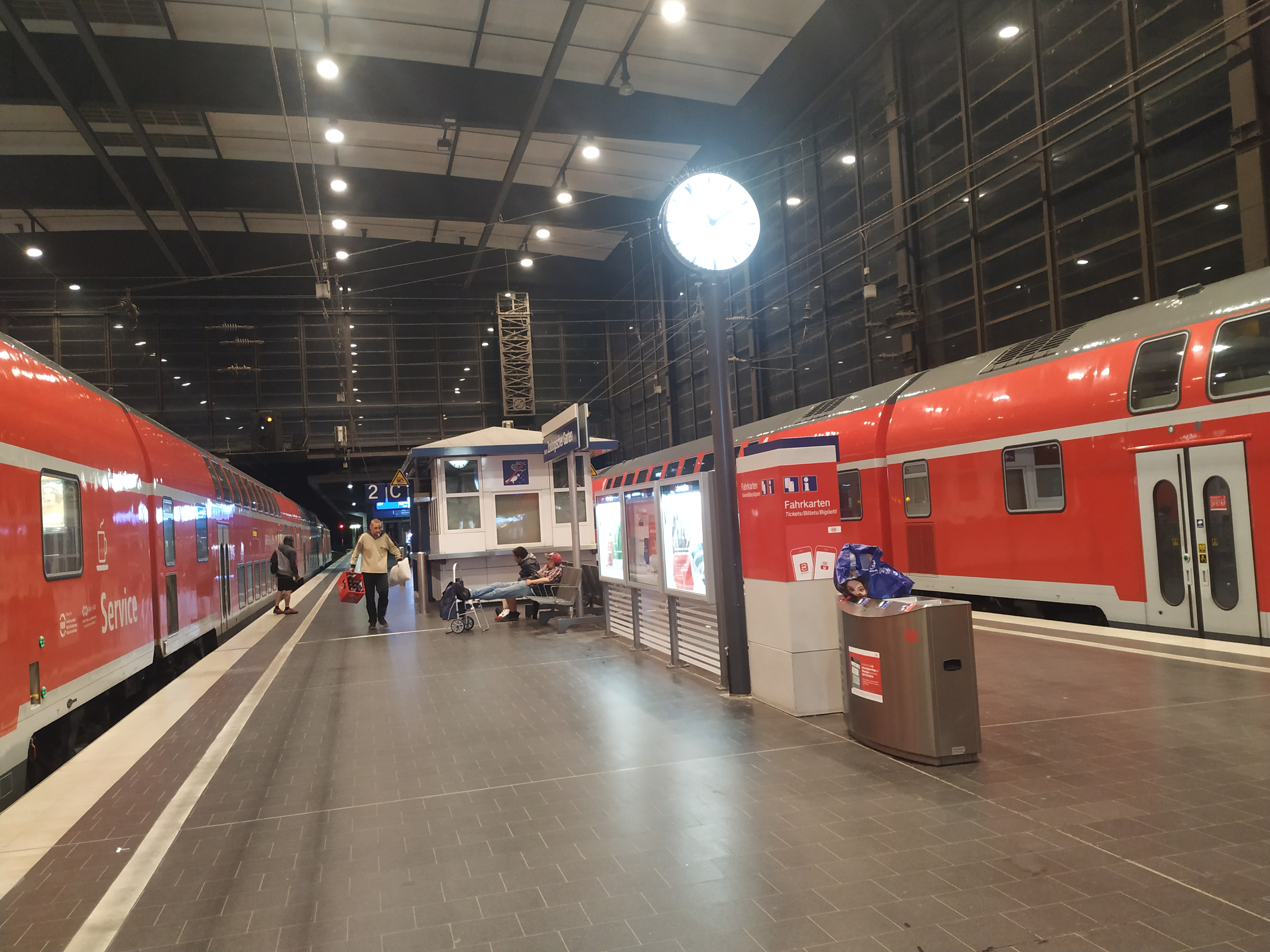
Regionaltåg
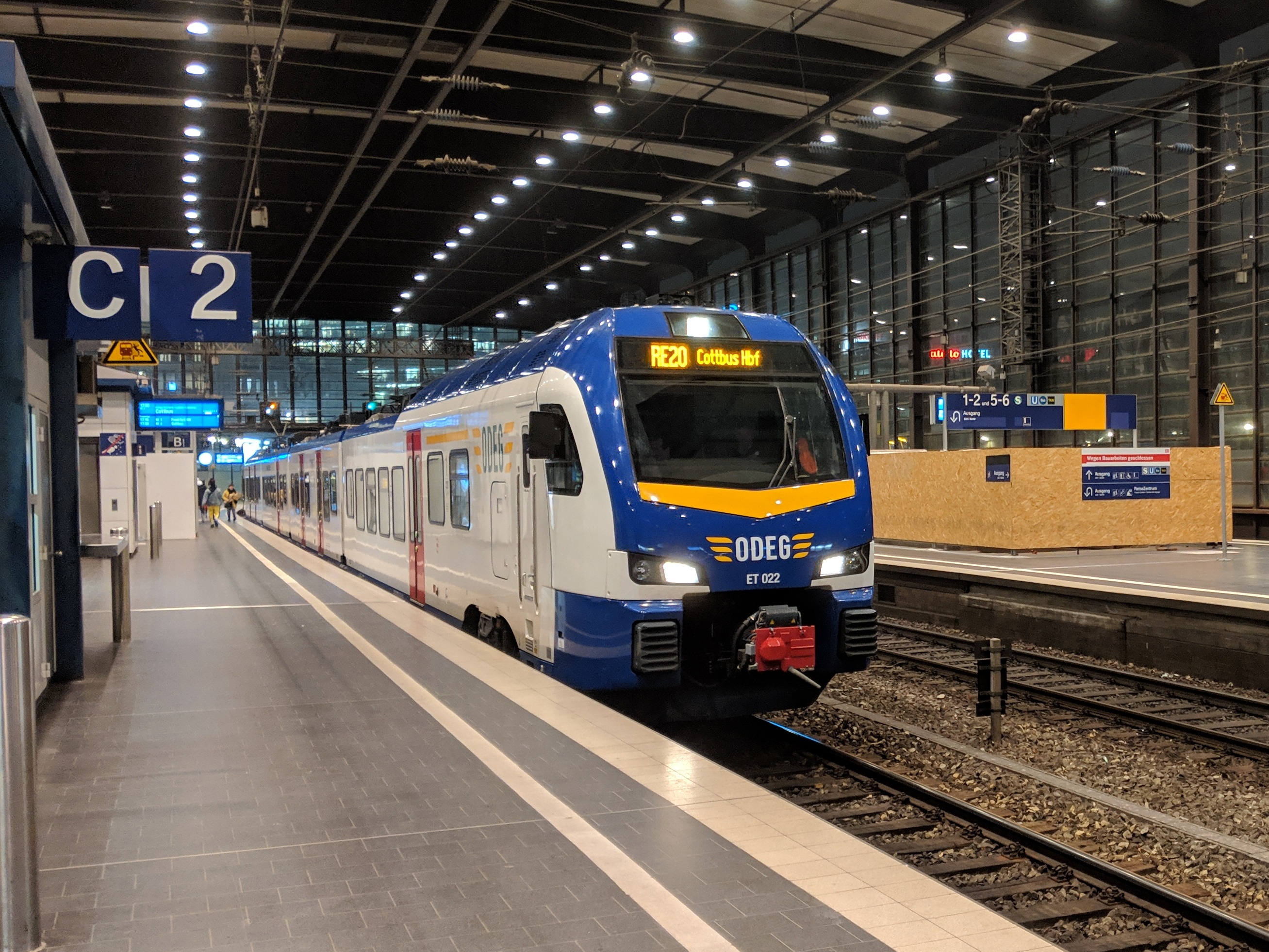
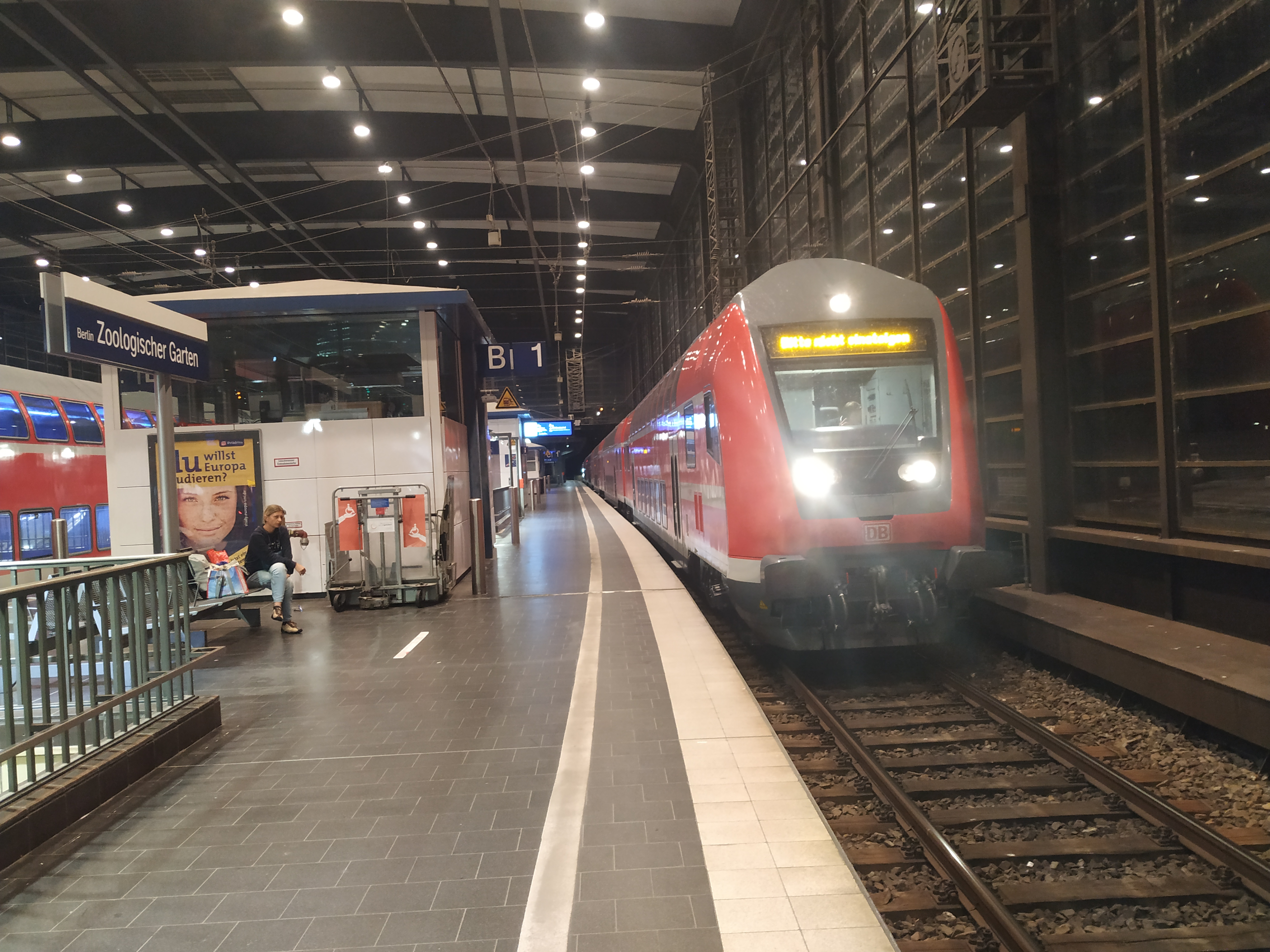
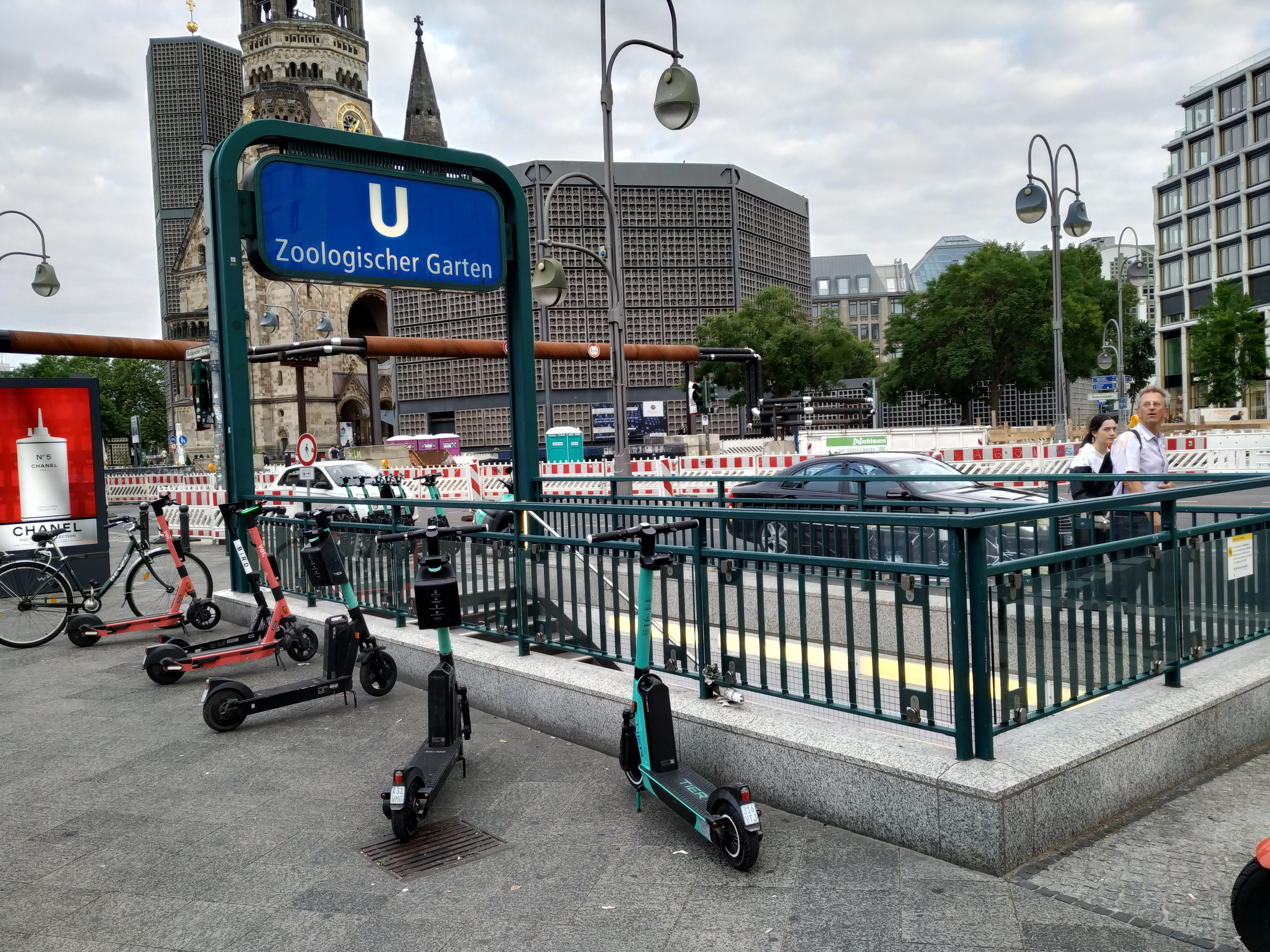
U-Bahnentré Budapester Strasse
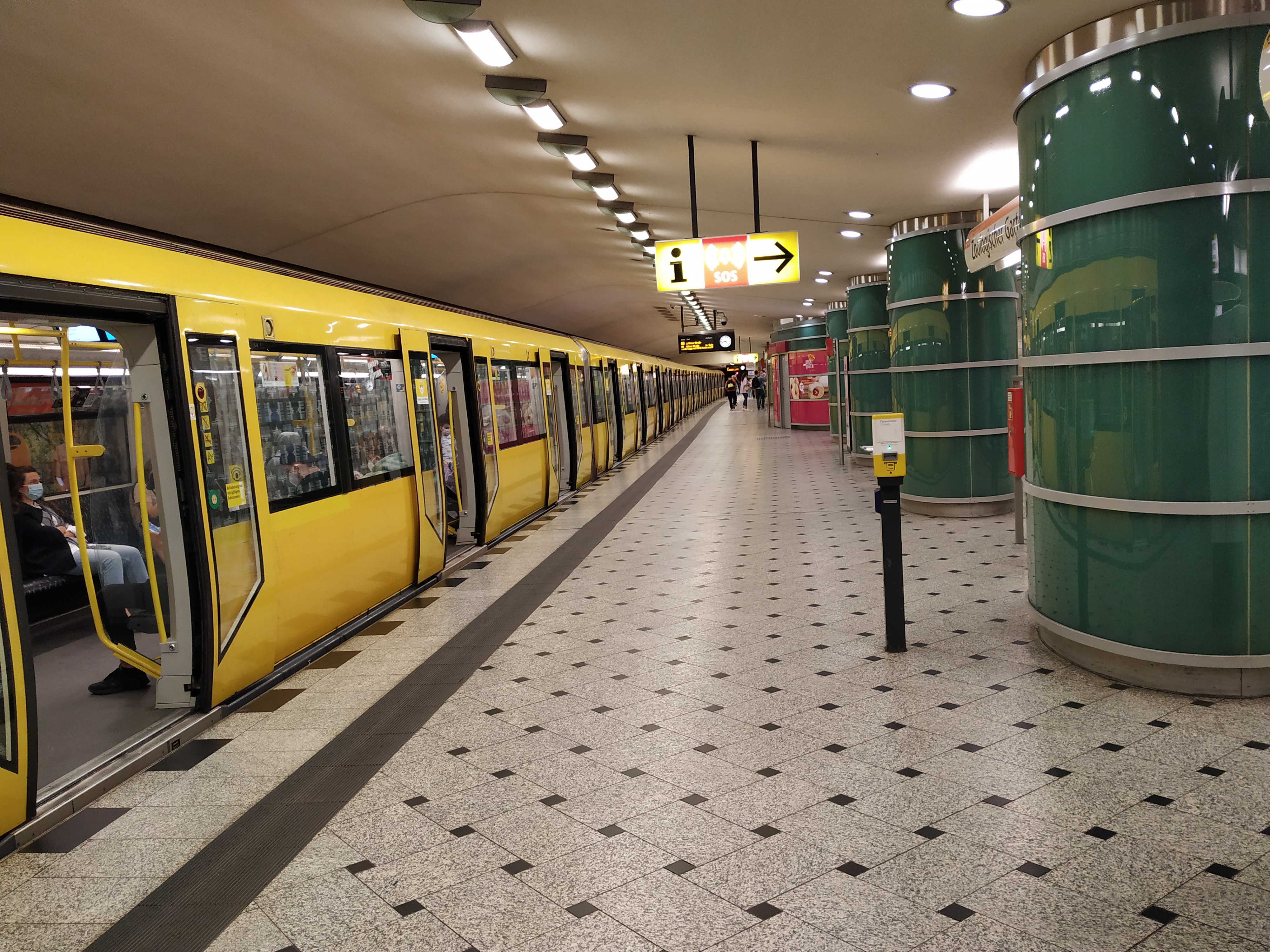
Zoologischer Garten tunnelbanestation linje U9
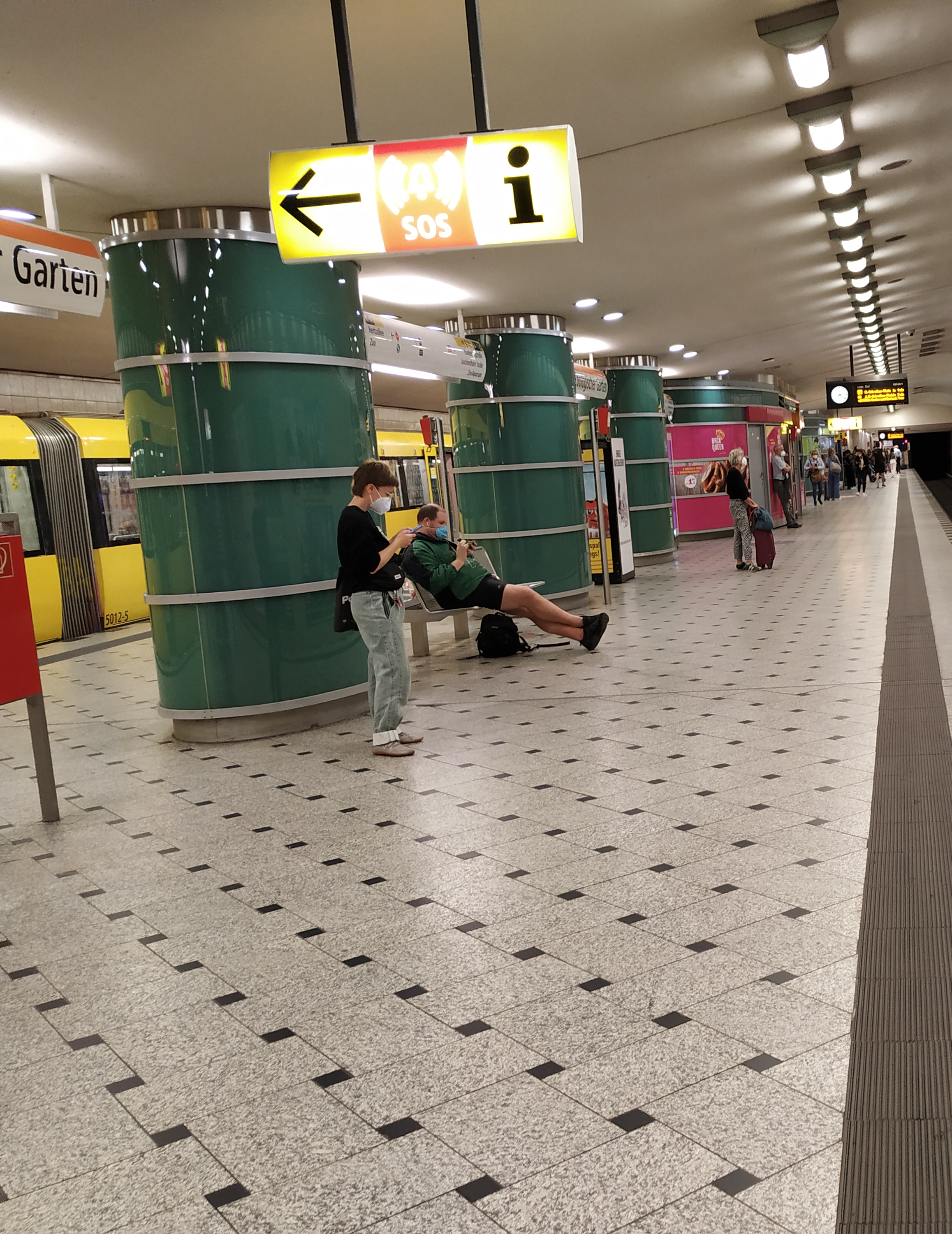
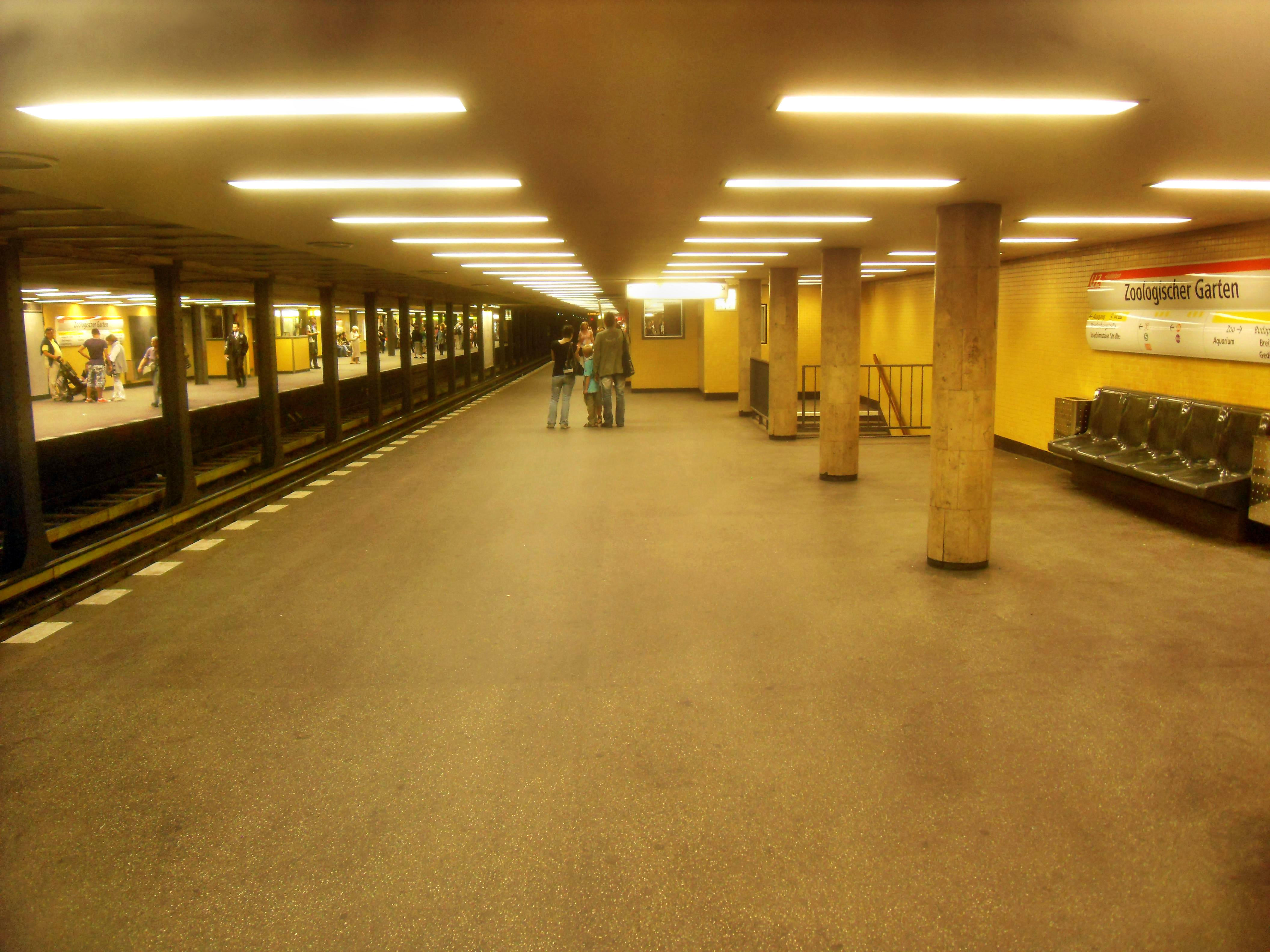
Zoologischer Garten linje U2